# Парское
Па́рское — село Родниковского района Ивановской области России. Административный центр муниципального образования — Парское сельское поселение.

## Название
Ойконим Парское, согласно исследованиям финского лингвиста Арьи Альквист, образован от гидронима — Парша (река), на берегу которой было основано селение, который, в свою очередь, возник от мерянского слова и означает «бурная вода»: «пар» — характеристика воды, скорее всего, «бурный» или «весенний паводок», «ша» — «вода».
Согласно местной легенде, название села Парского связано с императрицей Екатериной II, которая, проезжая здесь, искупалась в речке, и выходя из реки, якобы произнесла: «Фу, какая паршивая вода!». Эта версия не выдерживает критики.

## География
Парское расположено на реке Парше, левом притоке реки Тезы. Расстояние до районного центра — города Родники — 9 км, до областного центра — города Иваново — по трассе составляет 62 км.

## История

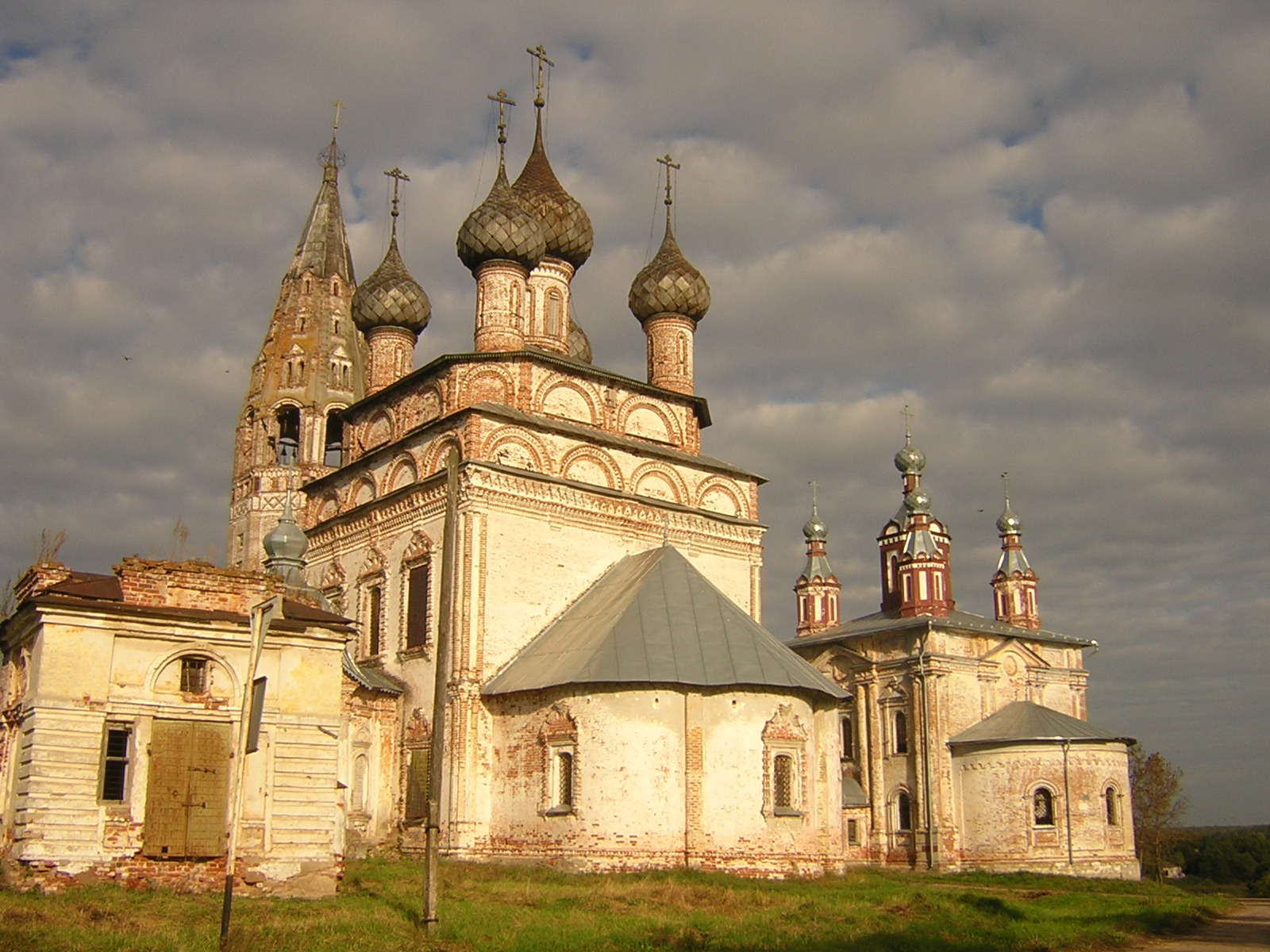
Ансамбль храмов

По сведениям, найденным в Московском архиве И. Ф. Токмачевым, первое упоминание села Парского в летописях относится к 1399 году. В том году на берегу реки Парши, по легенде, явилась икона Иоанна Предтечи. В это же время в Парском была выстроена деревянная Предтеченская церковь.
Через Парское проходил Стромынский тракт, или Стромынка. Дорога шла от Москвы через Сергиев Посад, Александров,  Гаврилов Посад, Шую и оканчивалась у Волги, возможно, у Пучежа. Там же шла дорога, связывавшая Шую и Кострому. у Парской переправы пересекались пути между торговыми селами Ивановом (ныне город Иваново), Дуниловом и Палехом.
С XIV по XVII века владельцами местных земель и села Парского были князья Шуйские. Здесь были расположены дворец, пруды и соколиные питомники. В начале XVII века Парское стало любимым местом пребывания царя Василия Шуйского. Он приезжал на соколиную охоту к брату Ивану, который был основным владельцем имения.
В Смутное время, в 1616 году, в Парском пытался укрепиться литовский шляхтич Александр Лисовский, бежавший из Москвы с остатками своих отрядов, но потерпел неудачу и вынужден был бежать на юг.
В середине XVIII века от удара молнии сгорел старый деревянный храм Иоанна Предтечи. В 1773 году на его месте был возведён большой каменный храм с тем же посвящением, рядом с торговой площадью села. На площади находился большой каменный гостиный двор городского типа. В 1816—1822 годах рядом был построен храм Вознесения Господня. В 1863 году он был существенно перестроен.
С 1770 по 1861 год здешние земли принадлежали Морозовым — родственникам царя Алексея Михайловича, затем Голицыным. До отмены крепостного права в 1861 году село перешло к князьям Трубецким.
Село стало широко известным благодаря местным Ивановским ярмаркам, которые проходили ежегодно в конце августа и были приурочены к престольному празднику села, дню Усекновения главы Иоанна Предтечи. В селе устраивались также еженедельные торги. Наибольшего расцвета ярмарки в Парском достигли в 1800—1835 годах. Обороты торговли исчислялись 10 млн рублей ассигнациями, что было одним из самых высоких показателей по России. В этот период на торговой площади села насчитывалось более 450 магазинов и лавок, торговля велась также с возов и лотков.
По сведениям чиновника по особым поручениям Л. И. Арнольди на 1852 год,

Село Парское считается самым богатейшим торговым селом Юрьевецкого уезда. Все крестьяне занимаются исключительно тканьем разных бумажных и пряжных изделий, а до 500 душ, занимаются кроме того выделыванием роговых и костяных головных гребней и сбывают их на Нижегородской ярмарке и в Казанской губернии. Иногда в год на разных ярмарках сбывается до 200 000 гребней. 29 августа здесь бывает довольно значительная ярмарка и сбор с мест и лавок простирается в настоящее время только до 2000 руб. сер., а в прежнее время… иногда до 7000 руб. серебром.

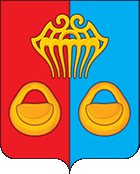
Герб Парского сельского поселения (2018)

В XIX веке получили известность парские калачи, выпекаемые только для продажи. Эти калачи продавались вплоть до Москвы. Село было известно также производством гребней для волос. В 1889 году было изготовлено 2 млн пальмовых и 500 тысяч роговых гребней. Парские калачи и гребень изображены на современных флаге и гербе Парского сельского поселения.
В селе работало несколько текстильных предприятий. Этому способствовала ярмарка, где основным товаром были ткани. Ущерб торговле в селе был нанесён открытием Нижегородской ярмарки и строительством железной дороги Иваново — Шуя. В конце XIX века закрыт гостиный двор села.
К началу XX века село стало полупролетарским, поскольку почти половина его взрослых жителей ушли на работы на текстильные фабрики Шуи, Родников, Иваново-Вознесенска или занимались промышленной деятельностью. В селе действовали небольшие кирпичные заводы, хлебопекарни, калачные и крендельные заведения, несколько бакалейных лавок и мясных магазинов.
Парское являлось волостным центром Юрьевецкого уезда Костромской губернии. В селе работали земская больница, земское училище и общество трезвости. При народной чайной была создана библиотека с читальней. В 1915 году в Парском проходили сельскохозяйственные курсы для крестьян Юрьевецкого уезда, на которых они обучались передовым приёмам земледелия и садоводства. В рамках столыпинских реформ крестьяне в 1916 году объединились в артель с собственным молочным заводом. Это событие отражено в российской центральной печати.
В советское время, в декабре 1938 года, договор с религиозной общиной села о пользовании Предтеченской церковью был расторгнут Ивановским облисполкомом «за невыполнение неоднократных указаний райисполкома по ремонту здания и неуплату причитающихся средств за расхищение имущества». Церковь была ограблена в 1934 году, и община осталась должна государству за похищенное имущество 15300 рублей. Денег на ремонт также не было, и службы в храме не велись с весны 1937 года. Комиссия Парского сельсовета в 1938 году установила, что железная ограда церкви повреждена, стены храма с северной стороны грозят обвалом, а большая часть оконных стекол выбита. Летняя церковь находилась в ужасном состоянии, входы с поднавесами готовы были обвалиться. В 1939 году церковь закрыли и оборудовали под зерновой склад. Однако жители села не смирились с этим и после войны пытались добиться восстановления храма.
В апреле 1946 года жители села обратились в Облисполком и Московскую Патриархию с просьбой об открытии церкви, под обращением подписалось около 100 человек. Но им было отказано, поскольку церковь была занята под склад сельпо, а в районе имелось ещё пять действующих храмов. В 1948 году последовало новое прошение, в котором жители доказывали, что другие районные церкви находятся далеко, а Парская церковь может обслуживать три села и четыре прихода. Главным аргументом просителей было то, что храм является «древним и историческим, существующим с 1299 года», они ссылались на легендарную историю села, о пребывании в селе Ивана Грозного и Василия Шуйского. Аналогичное прошение поступило на имя епископа Ивановского и Костромского Паисия, а в 1949 году жители отправили обращение даже в Кремль. Но все просьбы оказались безуспешны, и храм вернули общине только в 1990 году.
Первая книга об истории села была издана в Костроме в 1899 году. Её автором стал настоятель Предтеченской церкви Н. О. Веселовский, а редактором выступил археограф и краевед И. Ф. Токмаков. В ней содержались главные парские легенды — о пребывании в селе Ивана Грозного, который якобы провел здесь «день своего ангела», и Василия Шуйского, имевшего село «любимым местопребыванием». Дата основания села — 1399 год, приведенная в книге, документально не подтверждается. Документальная история Парского начинается в конце XVI века. Известно, что село принадлежало князьям Шуйским, затем было конфисковано в ходе опричнины, и возвращено им в конце XVI века. В 1638 году князь И. И. Шуйский завещал село князю И. Б. Черкасскому. В дальнейшем владельцы села менялись достаточно часто, а в 1770 году им стал князь Сергей Алексеевич Трубецкой.
Первым толчком к торговому развитию села стал указ Петра I о заведении «новых торжков». К концу XVIII века в селе существовал питейный дом, а Ивановская ярмарка, проводившаяся с 27 августа по 5 сентября, «довольно верно выражала промысловую деятельность» окрестных земель, торгуя бумажными, полотняными и суконными изделиями. В начале XIX века ярмарка достигла расцвета, её торговый оборот составлял до 10 млн рублей ассигнациями. К середине XIX века оборот ярмарки стал падать, причиной этого был расцвет Нижегородской ярмарки. 15 апреля 1798 года село почти полностью выгорело в результате большого пожара, сгорело 140 дворов, каменная церковь Трех святителей и казенный питейный дом.
В 1801 году на ярмарке произошло ограбление нерехтского крестьянина, которого с товарищем ограбили разбойники. В ходе расследования выяснилось, что один из нападавших был ранен главой шайки и брошен умирать. В 1850-е годы владельцем Парского был князь Андрей Васильевич Трубецкой, который управлял вотчиной через бурмистра. В 1854 году он отмечал, что недоимка парских крестьян составляет более 4000 рублей. Главной проблемой во взаимоотношениях с помещиком была своевременная выплата оброка. По приказу Трубецкого, неплательщиков оброка отправляли в рекруты. В то же время, помещик мог оказать и «благодеяние», прощая недоимки наиболее пострадавшим крестьянам, и, например, нанять в село фельдшера, расходы на которого оплачивали сами крестьяне. К середине XIX века среди парских крестьян появились первые купцы и промышленники, выкупавшиеся на свободу. В 1864 году, после крестьянской реформы, крестьяне получили свободу, но им пришлось вести долгие тяжбы с помещиком о величине выкупной суммы.

## Население
| 1872 | 1897 | 1907 | 2002 | 2010 |
| ---- | ---- | ---- | ---- | ---- |
| 878  | ↘510 | ↗560 | ↗662 | ↘603 |

## Известные уроженцы
- Юницкий, Павел Евлампиевич (1868—1937) — потомственный почётный гражданин, депутат Государственной думы Российской империи II созыва (от Костромской губернии).
- Морозов, Иван Осипович (1904—1958) — советский военачальник, участник Великой Отечественной войны, генерал-лейтенант артиллерии.

## Архитектура и культура
- Храмовый комплекс села Парское, является памятником архитектуры федерального значения, состоит из зимней церкви Усекновения Главы Иоанна Предтечи (1773—1785)[12], церкви летней Вознесения Господня (1863), ограды с воротами, сторожкой и тремя часовнями (первая четверть XIX века)
- Родник, святой источник пророка Иоанна Предтечи[13]
- Здание земской школы (1866), в которой в 1905 году проходили собрания и митинги с участием М. В. Фрунзе
- Памятник односельчанам, погибшим в Великой Отечественной войне
- Краеведческий музей истории села Парское при школе. В музее насчитывается более 1000 экспонатов, собранных учащимися и местными жителями. Постоянные экспозиции: «Когда села ещё не было»; «Владельцы села»; «Крестьянская изба»; «Шумела ярмарка»; «Добрые руки мастеров»; «Парские гребешки»; «Знатные земляки»[14].
- Музей хлеба и Парского калача

Администрация села развивает туризм в рамках проекта «Родниковое кольцо». В селе также возрождают Парскую ярмарку, которая традиционно проходит в сентябре.

## Транспорт
Автобусное сообщение с райцентром. Остановки общественного транспорта «Парское», «Поворот на Парское».